# Елмхулт
Елмхулт (на шведски: Älmhult) е град в лен Крунубери, южна Швеция. Главен административен център на едноименната община Елмхулт. Разположен е на южния бряг на езерото Мьокелн. Намира се на около 400 km на юг от столицата Стокхолм. Има жп гара. Магазини на мебелната фирма ИКЕА. Населението на града е 8955 жители според данни от преброяването през 2010 г.